# Leonard Nelson
Leonard Nelson (Berlino, 11 luglio 1882 – Gottinga, 29 ottobre 1927) è stato un filosofo e matematico tedesco.

## Biografia
Esponente della scuola neo-friesiana, Nelson fu amico del matematico David Hilbert e sviluppò il paradosso dell'eterologicità di Grelling-Nelson insieme a Kurt Grelling.
Durante il suo dottorato all'Università Georg-August di Gottinga, egli scrisse una tesi dal titolo Jakob Friedrich Fries und seine jüngsten Kritiker (Jakob Fries e i suoi più giovani critici in italiano), nella quale espanse il pensiero del filosofo. Presentò invece critiche alla dottrina di Georg Wilhelm Friedrich Hegel nel suo lavoro Fortschritte und Rückschritte in der Philosophie (Progresso e regresso in filosofia). È anche conosciuto per aver difeso i diritti degli animali nello scritto System der philosophischen Ethik und Pädagogik (Sistema di etica filosofica e pedagogica).
Insieme a Minna Specht fondò nel 1926 l'Internationaler Sozialistischer Kampfbund, un'organizzazione politica di stampo socialista.
Soffrì a lungo di insonnia e morì prematuramente a causa di una polmonite.